# Ichneumon triangulum
Ichneumon triangulum là một loài tò vò trong họ Ichneumonidae.